# Ulice Grobla I-IV w Gdańsku
Ulice Grobla I-IV – ciąg czterech ulic w Gdańsku na Głównym Mieście. Noszą one kolejne numery I, II, III, IV. Podobnie w języku niemieckim nosiły one nazwy: (Damm I-IV).  Podział ulicy na cztery części datuje się na początek XV wieku. 
Ulice te powstały na grobli (wale ziemnym) łączącej Stare Miasto z Kościołem Mariackim. Były to jeszcze w XV wieku tereny podmokłe, strefy zalewowe Motławy.

## Ulice

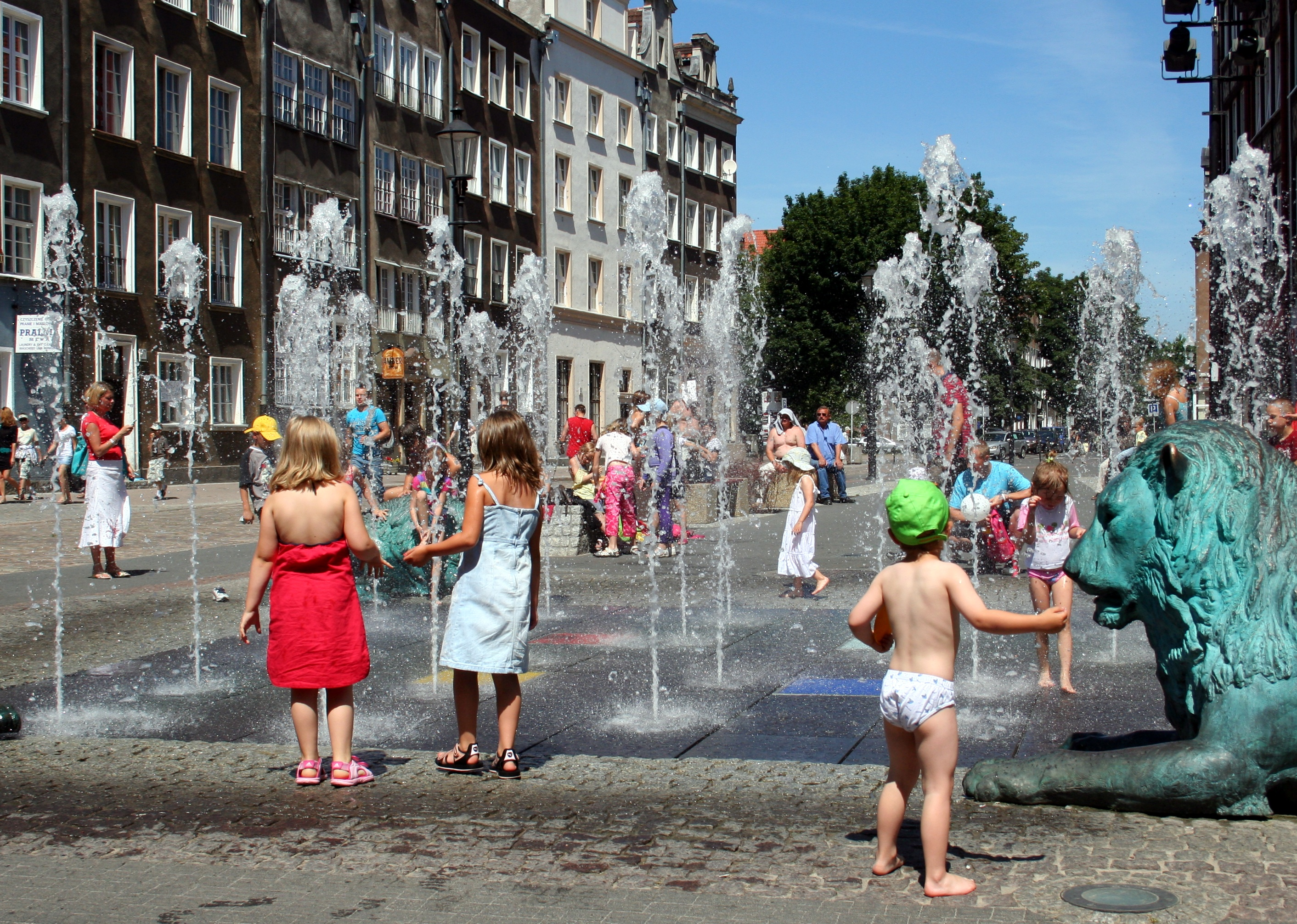
Fontanna Czterech Kwartałów

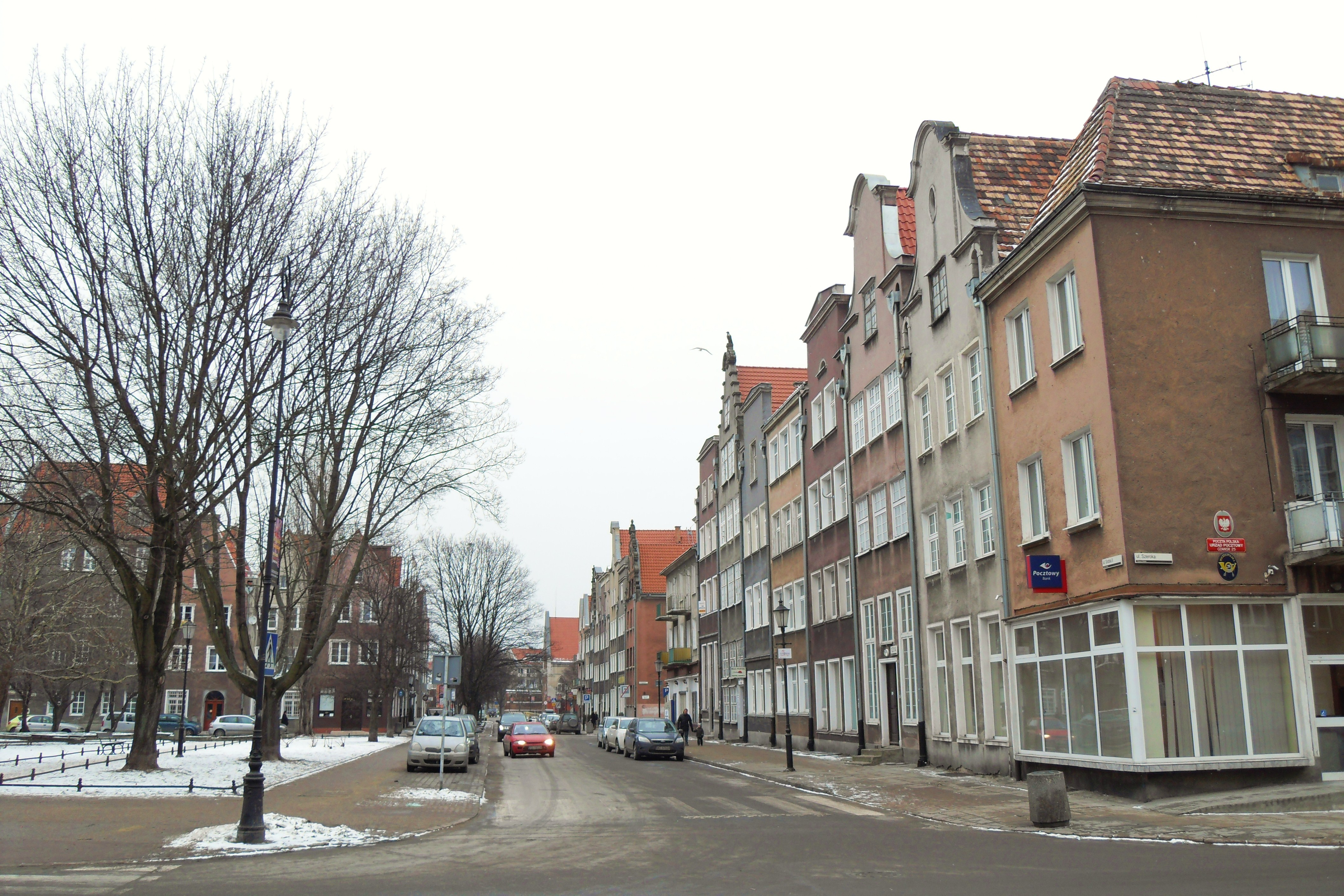
Grobla II

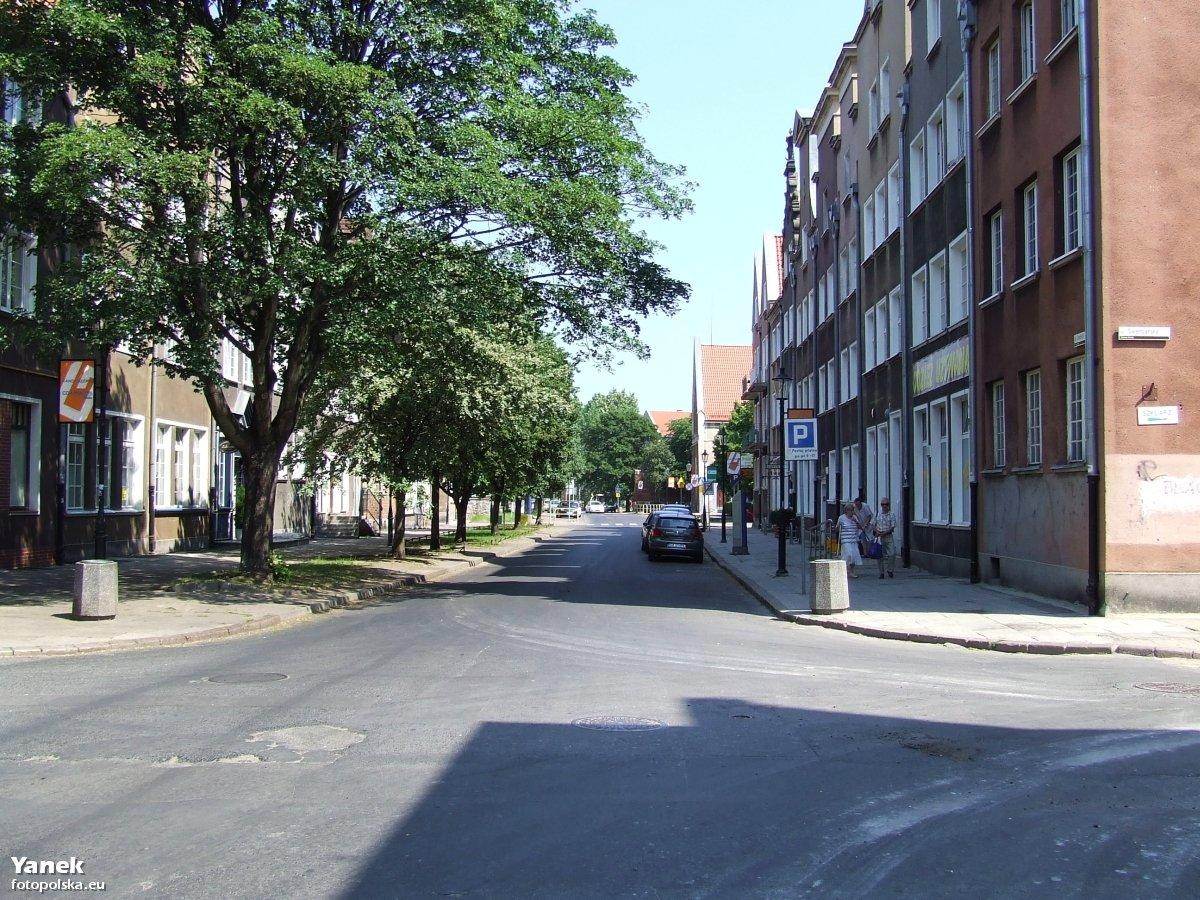
Grobla III

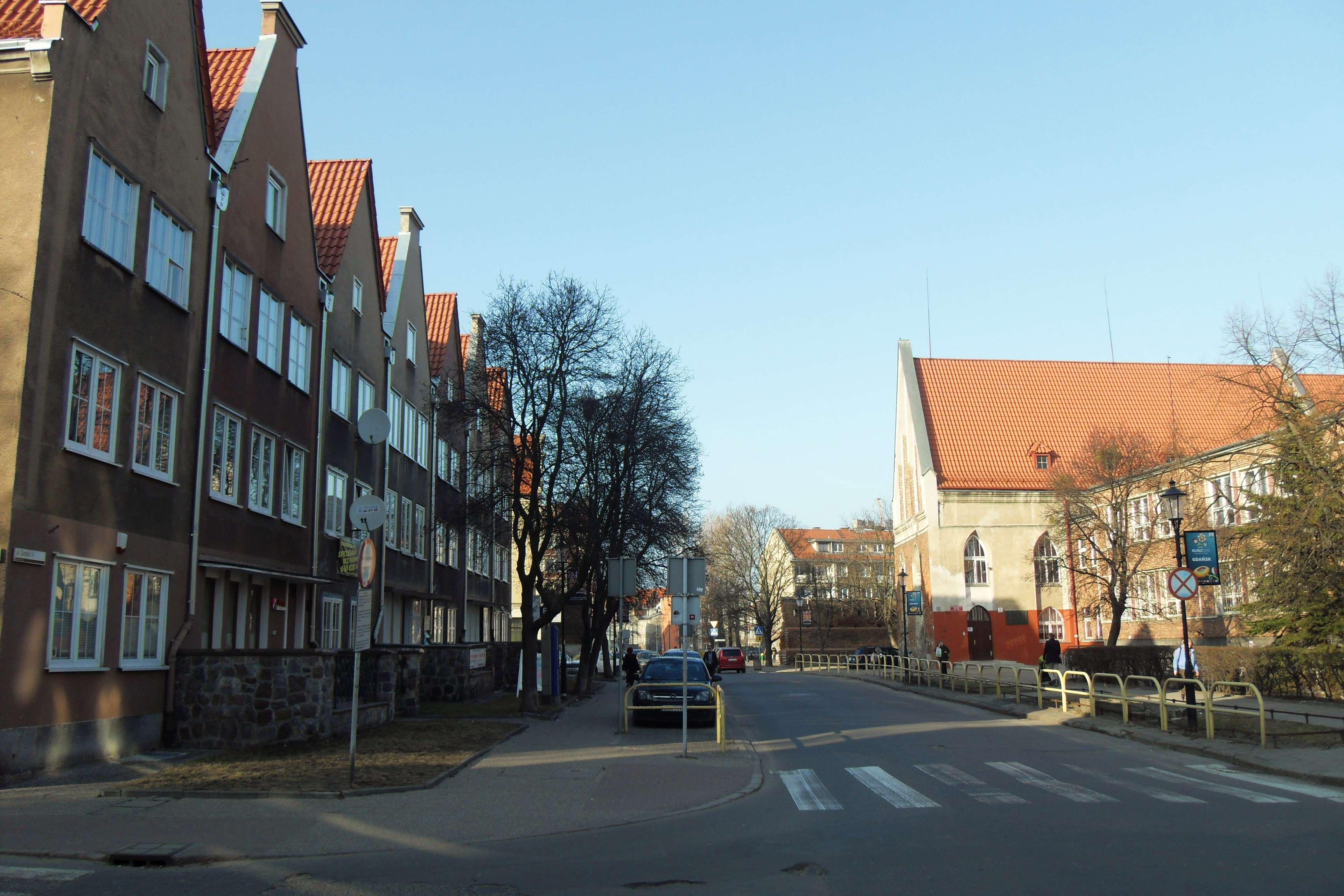
Grobla IV, po prawej d. kościół św. Ducha

Przebiegają w miarę południkowo. Ich nazewnictwo zostało pozostawione ze względów historycznych. Są przykładem wielkich przeobrażeń terenowych. W miejscach, które były groblami na mokradłach od kilku wieków stoi Główne Miasto.

### Grobla I
Pierwsza część ciągu. Rozpoczyna się przy ulicy św. Ducha. Po 80 metrach krzyżuje się z ul. Szeroką, tym samym kończąc się.

### Grobla II
Ulica jest bezpośrednią kontynuacją ul. Grobla I. Także liczy około 80 m. i kończy się na skrzyżowaniu z ul. Świętojańską. 

### Grobla III
Wychodząc z Grobli II biegnie przez ponad 70 metrów i również kończy się na skrzyżowaniu, tym razem z ul. Straganiarską. 

### Grobla IV
Jest najdłuższą ulicą ciągu. Biegnąc z poprzedniego skrzyżowania, po 70 metrach natrafia na ul. Tobiasza. Po 90 metrach kończy się, przechodząc w ul. U Furty mającą niecałe 30 metrów. Łączy się ona z ul. Podwale Staromiejskie.
W 2020 przy ulicy zainstalowano klomby z lawendą, miętą, tymiankiem i innymi ziołami.

## Obiekty
- Fontanna Czterech Kwartałów, otwarta we wrześniu 2009[2]
- skwer z fontanną i pomnikiem Świętopełka II Wielkiego
- Szkoła Podstawowa nr 50 im. Emilii Plater (częściowo w dawnym kościele św. Ducha)